# Klin (obwód brzeski)
Klin (biał. Клін; ros. Клин) – wieś na Białorusi, w obwodzie brzeskim, w rejonie pińskim, w sielsowiecie Horodyszcze, przy drodze republikańskiej R8. Graniczy z Rezerwatem Krajobrazowym Środkowa Prypeć.
W pobliżu znajduje się przystanek kolejowy Alonuszka, położony linii Homel – Łuniniec – Żabinka.

## Historia
W dwudziestoleciu międzywojennym leżał w Polsce, w województwie poleskim, w powiecie pińskim, w gminie Pinkowicze. Brak źródeł potwierdzających, że Klin stanowił wówczas osobną miejscowość.
Po II wojnie światowej w granicach Związku Sowieckiego. Od 1991 w niepodległej Białorusi.